# Circus Bar

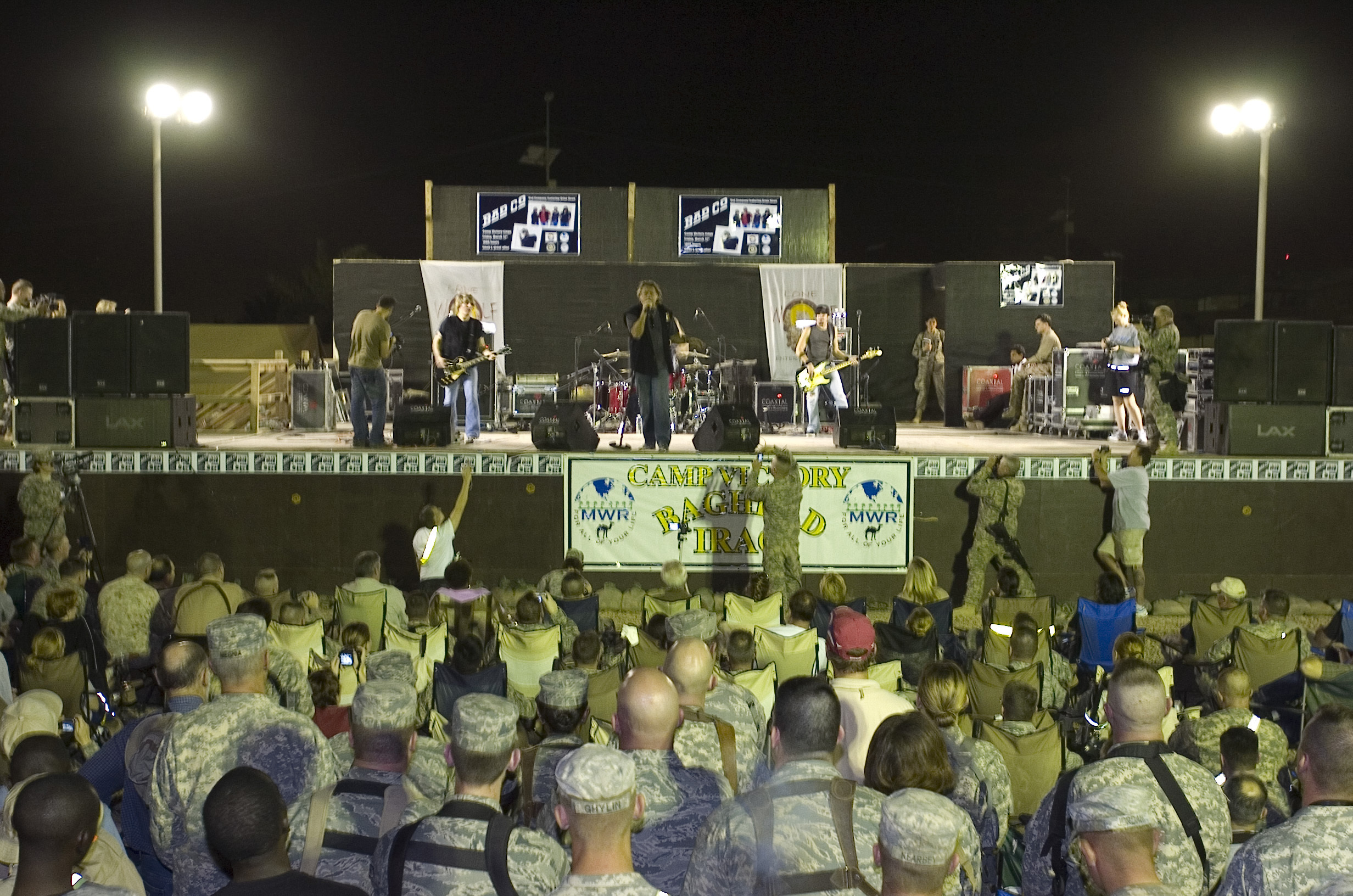
Brian Howe uppträder inför amerikanska trupper i Camp Victory i Irak den 12 mars 2010 med Dean Aicher (gitarr), Miguel Ángel González (basgitarr) och Matt Brown (trummor). (Bild: Daniel Yamall)

Circus Bar är det andra egentliga soloalbumet och sista studioalbumet av före detta Bad Company-vokalisten Brian Howe. Albumet släpptes 2010 på Frontiers Records. Howe hade tidigare varit vokalist på Ted Nugents album Penetrator och det första soloalbumet Tangled In Blue från 1997 hade återpublicerats 2003 som Touch med en bonuslåt. "Holy Water" och "How 'Bout That" är nya versioner av Bad Company-hitlåtar. Albumet producerades av Brooks Paschal och mixades av Rafe McKenna. Wayne Nelson från Little River Band medverkar på albumet och Pat Travers spelar gitarr på låten "My Town". Låttiteln "Little George Street" syftar på gatan där Howe bodde som barn i Portsmouth, medan albumtiteln syftar på en pizzeria vid sjön Atitlán i Guatemala.

## Låtlista
1. "I'm Back" - 3:21
2. "Life's Mystery" - 3:23
3. "There's This Girl" - 3:19
4. "Could Have Been You" - 3:02
5. "Surrounded" - 4:03
6. "Flying" - 4:10
7. "How It Could Have Been" - 3:55
8. "My Town" - 4:08
9. "How 'Bout That" - 3:42
10. "Feels Like I'm Coming Home" - 4:19
11. "If You Want Trouble" - 3:27
12. "Feelings" - 4:42
13. "Holy Water" - 4:50
14. "Little George Street" - 0:53

## Medverkande
- Sång - Brian Howe
- Gitarr/Basgitarr - Brooks Paschal
- Gitarr - Dean Aicher
- Gitarr - James Paul Wisner
- Gitarr - Tyson Shipman
- Gitarr - Pat Travers
- Basgitarr - Miguel Ángel González
- Basgitarr - Wayne Nelson
- Trummor/Slagverk - Matt Brown
- Keyboard - Luke Davids